# Pacifigorgia ferruginea
Pacifigorgia ferruginea is een zachte koraalsoort uit de familie Gorgoniidae. De koraalsoort komt uit het geslacht Pacifigorgia. Pacifigorgia ferruginea werd in 2004 voor het eerst wetenschappelijk beschreven door Breedy & Guzman. 